# Militaire Orde van Generaal Rafael Urdaneta
De Militaire Orde van Generaal Rafael Urdaneta (Spaans: "Orden Militar General en Jefe Rafael Urdaneta") is een militaire onderscheiding van Venezuela. De orde werd in 1946 ingesteld en heeft drie graden die ieder aan een ander lint worden gedragen.
- Ie Klasse in goud aan een geel lint
- IIe Klasse in zilver aan een blauw lint
- IIIe Klasse in brons aan een rood lint

De orde wordt verleend om lange en opvallende dienst bij de strijdkrachten te belonen. Ook militaire verdiensten en voortreffelijke plichtsbetrachting van beroepsofficieren worden met deze onderscheiding beloond.
De orde werd door de Revolutionaire Regering ingesteld maar bleef ook in latere democratische perioden behouden. Ze wordt beschreven in artikel 332 van de Organieke Wet op de Nationale Strijdkrachten.
Het versiersel is een metalen kruis met een smalle lauwerkrans tussen de armen en het portret in reliëf van generaal Rafael Urdaneta. Elk van de vier armen is versierd met een krans van laurierbladeren, de achterkant toont het wapen van Sucre.